# Ratkovská Lehota
Ratkovská Lehota (allemand : Neusachsa,  hongrois : Ratkószabadi) est un village de Slovaquie situé dans la région de Banská Bystrica.

## Histoire
La première mention écrite du village date de 1413.

## Démographie

### Évolution de la population
| Année:               | 1994. | 2004.    | 2014.    | 2024.    |
| -------------------- | ----- | -------- | -------- | -------- |
| Nombre de personnes: | 61    | 70       | 57       | 37       |
| Différence:          |       | +14,75 % | -18,57 % | -35,08 % |

| Année:               | 2023. | 2024.   |
| -------------------- | ----- | ------- |
| Nombre de personnes: | 38    | 37      |
| Différence:          |       | -2,63 % |